# Бенедиктсон, Эллен
Эллен Бенедиктсон (англ. Ellen Benediktson; род. 25 апреля 1995, Лимхамн) — шведская певица и автор песен, наиболее известная своим участием в конкурсах песни Melodifestivalen 2014 и 2015.

## Карьера
Бенедиктсон впервые привлекла к себе внимание в 2013 году, когда исполнила на репетиции Евровидения 2013 песню, представляющую Францию «L’enfer et moi». В следующем году она приняла участие в песенном конкурсе Melodifestivalen 2014 с песней «Songbird». Бенедиктсон заняла второе место в полуфинале и в итоге попала в финал, заняв седьмое место. В апреле 2014 года Эллен записала и выпустила песню «When the Sun Comes Up», которая вошла в сборник, созданный при поддержке шведской феминистической политической партии «Феминистская инициатива». В 2015 году участвовала на Melodifestivalen 2015 с песней «Insomnia». Она заняла пятое место в третьем полуфинале и выбыла из соревнования.

## Дискография

### Синглы
| «Songbird»                                                                              | 2014 | 35 |  | Неальбомный сингл |
| «When the Sun Comes Up»                                                                 | 2014 | —  |  | F!                |
| «Insomnia»                                                                              | 2015 | 88 |  | Неальбомный сингл |
| Лора Нокс                                                                               |      |    |  |                   |
| «Save A Little Love»                                                                    | 2016 | —  |  | Неальбомный сингл |
| «Body Shots»                                                                            | 2017 |    |  | Неальбомный сингл |
| «—» означает, что сингл не попал в чарты или не был выпущен на определённой территории. |      |    |  |                   |